# M320 (granátomet)
M320 Grenade Launcher Module je jednoranný podvěsný granátomet vyvinutý v roce 2008 společností Heckler & Koch Corporation jako náhrada za široce rozšířený M203. Výroba byla zahájena v září 2008 a v červenci 2009 byl typ oficiálně představen ve Fort Bragg (Severní Karolína) ve výzbroji 1. brigády americké 82. výsadkové divize.

## Konstrukce
Granátomet M320 vznikl vývojem z typu Heckler & Koch AG36, od nějž se liší některými detaily konstrukce, zejména přidanou přední sklopnou pažbičkou. 
Skládá se ze 3 částí: odpalovacího zařízení, zaměřovače pro denní i noční vidění vyrobeného společností Insight Technology Inc. a ručního laserového dálkoměru.
Granátomet lze namontovat pod hlaveň útočných pušek M16 a M4 nebo použít jako samostatnou jednotku.
M320 může střílet všechny granáty 40 × 46 mm standardizované v NATO – vysoce výbušné, zadýmovací i osvětlovací. Jeho závěr se otevírá do strany, což umožňuje užívat delší anebo také speciální nesmrtící munici. Typ může být použit také k odpalování naváděných miniraket Pike s dostřelem až 2 000 m.

## Uživatelé
- Peru
- Spojené státy americké
- Thajsko
- Ukrajina

## Fotogalerie

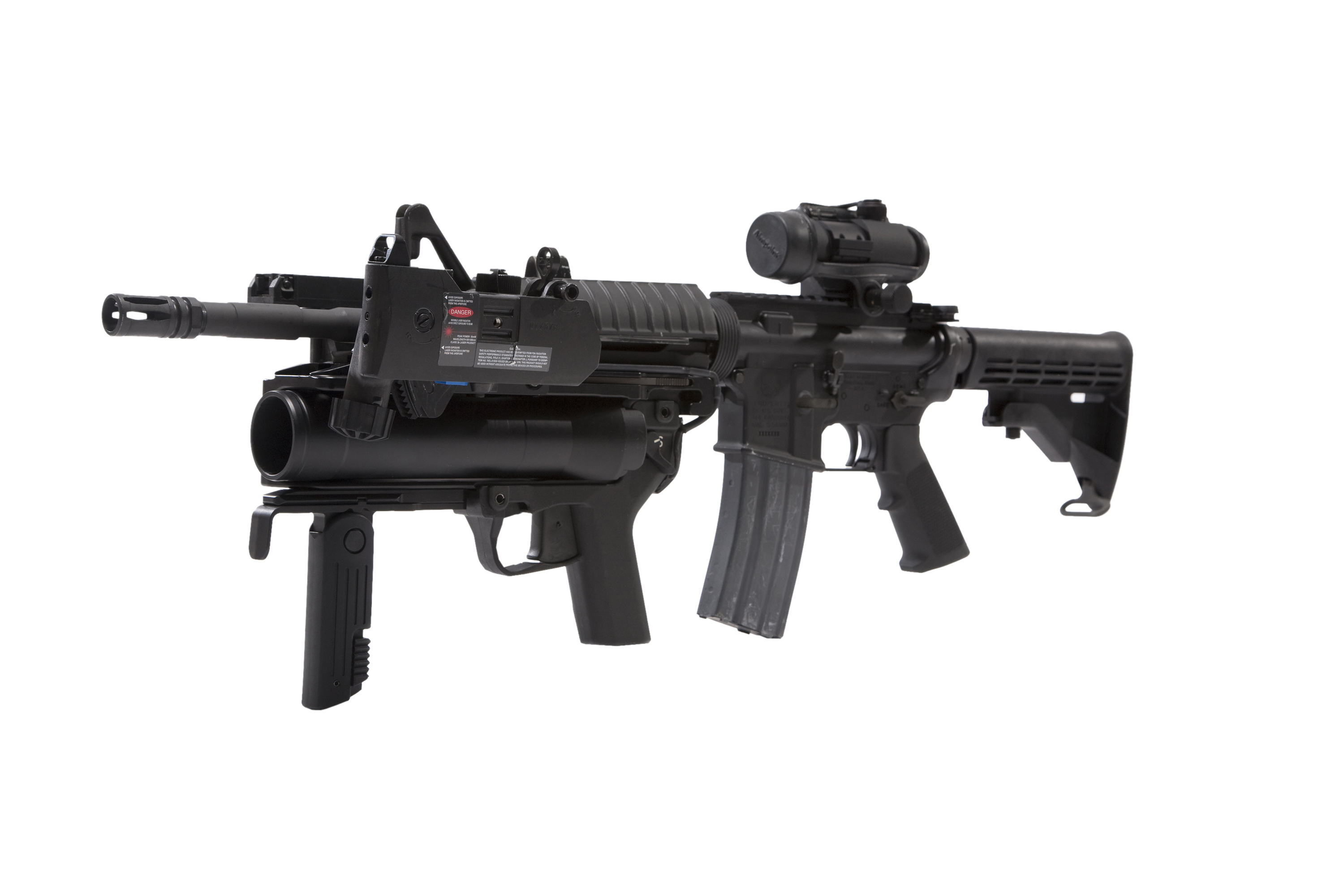
M320 na karabině M4
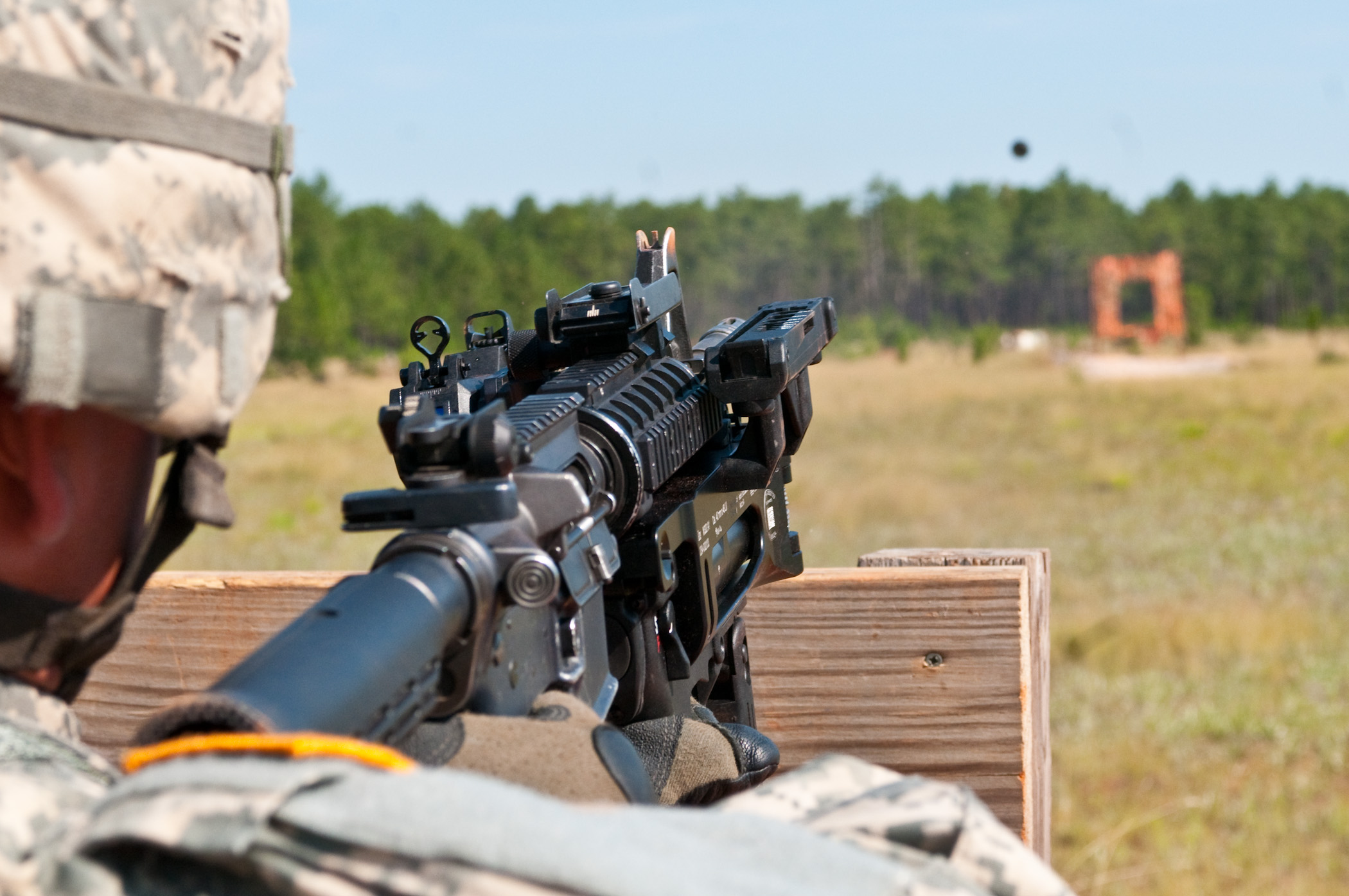
Cvičná střelba v podvěsné konfiguraci
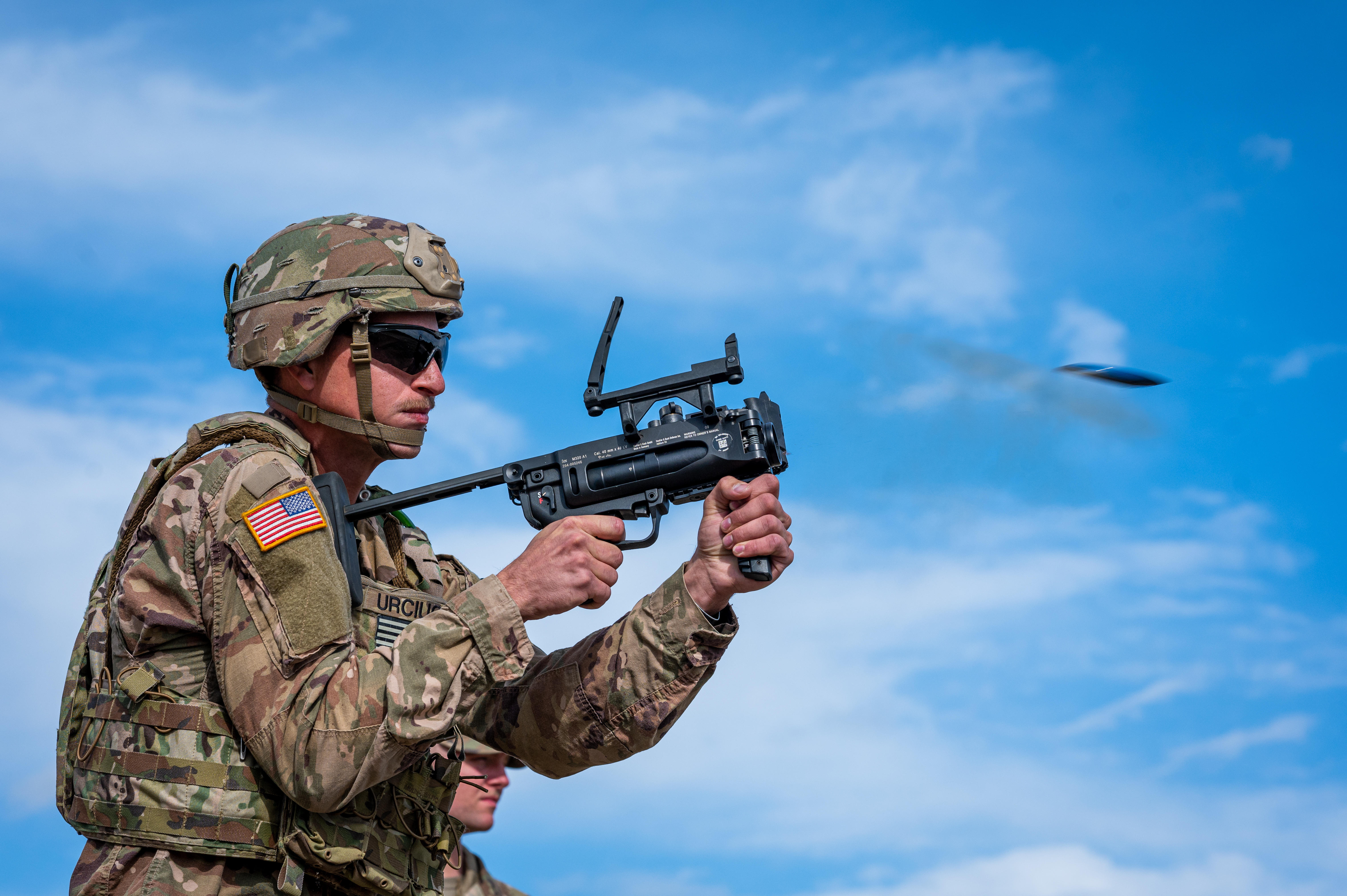
Výstřel
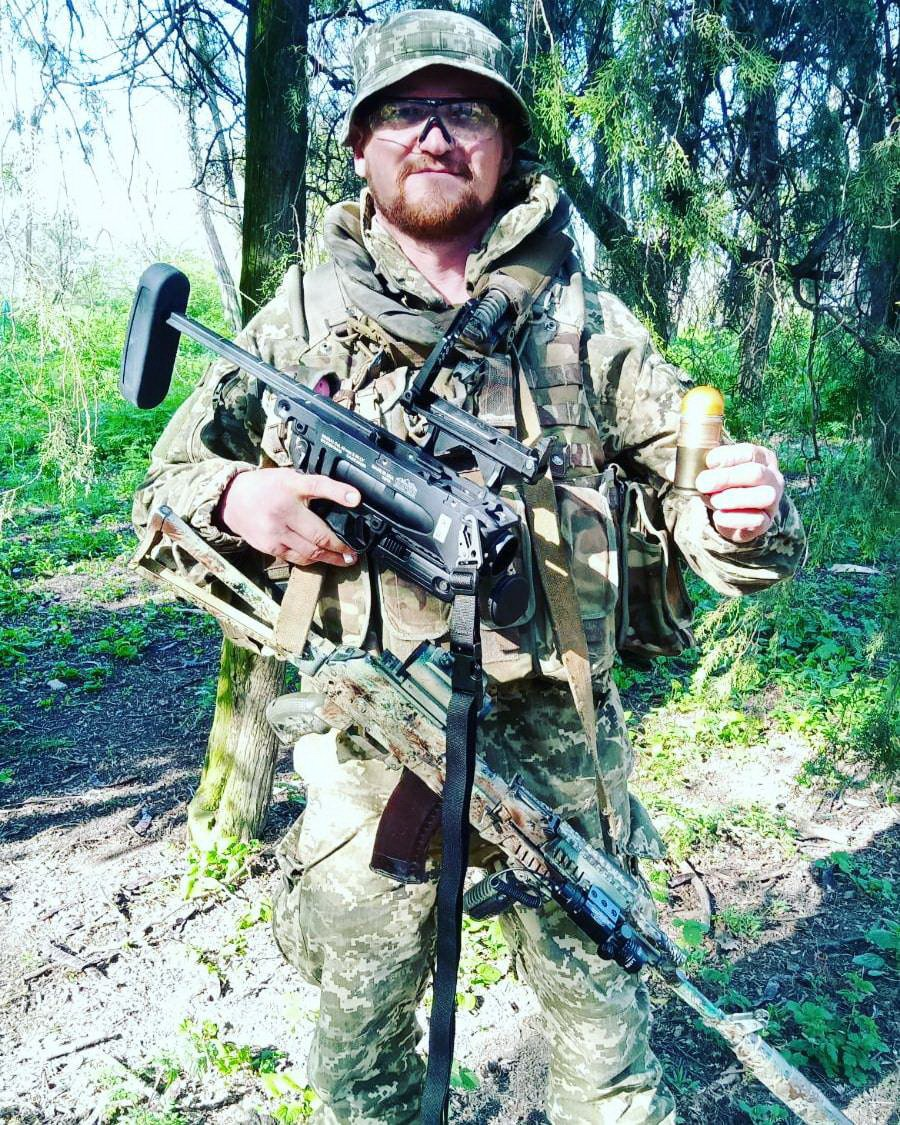
Ukrajinský mariňák s M320 roku 2022